# Walt Ader
Walt Ader, ameriški dirkač Formule 1, * 15. december 1913, Long Valley, New Jersey, ZDA, † 27. oktober 1982, Califon, New Jersey, ZDA.

## Življenjepis
Ader je pokojni ameriški dirkač, ki je leta 1950 sodeloval na ameriški dirki Indianapolis 500, ki je med letoma 1950 in 1960 štela tudi za prvenstvo Formule 1, in dosegel dvaindvajseto mesto. Umrl je leta 1982.

## Popolni rezultati Formule 1
(legenda) (odebeljene dirke pomenijo najboljši štartni položaj, poševne pa najhitrejši krog, †-uvrščen kljub odstopu)
| Leto | Moštvo                | Šasija | Motor          | 1  | 2   | 3      | 4   | 5   | 6   | 7   | Prv | Toč |
| ---- | --------------------- | ------ | -------------- | -- | --- | ------ | --- | --- | --- | --- | --- | --- |
| 1950 | Sampson Manufacturing | Rae    | Offenhauser L4 | VB | MON | 500 22 | ŠVI | BEL | FRA | ITA | 53. | 0   |